# Vallée de Campan
Pour les articles homonymes, voir Campan (homonymie).
 (octobre 2016).
La vallée de Campan est une vallée des Pyrénées françaises située dans le département des Hautes-Pyrénées dans la région Occitanie.

## Toponymie
La toponymie révèle une influence proto-celtique à l'âge des métaux. On ne connaît pas le premier peuple historique, probablement distinct des Bigerri de Tarbes. On sait par son onomastique qu'il était de culture aquitanique. Certains auteurs y voient les Campons, un peuple aquitain de localisation inconnue, qui aurait pu laisser son nom à la vallée. Mais Campan vient plus raisonnablement d'un domaine romain nommé campanus. Pendant la Guerre des Gaules, Jules César délègue à son lieutenant Crassus la conquête du sud de la France actuelle. César viendra lui-même visiter les vallées au cours de sa huitième campagne.[réf. nécessaire]

## Géographie

### Situation
La vallée de Campan fait partie de la région naturelle de Bigorre. Elle relie Sainte-Marie-de-Campan, où se réunissent deux vallées hautes : vallée de Payolle (dont l'Adour de Payolle) et vallée de Gripp (dont l'Adour de Gripp), à Baudéan où la rejoint en rive gauche (côté ouest) cette autre vallée haute, la vallée de Lesponne (dont l'Adour de Lesponne). Le fleuve Adour proprement dit commence à Sainte-Marie-de-Campan.
La vallée de Campan prolongée « jusqu'au-delà de Bagnères-de-Bigorre »[pas clair]. À partir du bourg de Campan le paysage et le mode d'élevage changent, et dès Gerde et Asté la vallée est notablement plus ouverte sur la plaine. La carte IGN indique d'ailleurs clairement que la vallée de Campan est limitée au parcours de l'Adour entre Sainte-Marie-de-Campan et Baudéan. Historiquement parlant, Bagnères n'en fait pas partie du point de vue historique non plus : du XIe au XVIIIe siècle les habitants de la vallée, cherchant à étendre leurs activités pastorales vers le nord, ont été en lutte parfois violente contre la communauté de Bigorre qui les en a toujours empêchés. Enfin, une carte géologique démontre bien la spécificité de cette vallée en comparaison avec les vallées amont et celle en aval où les couches géologiques sont soit différentes soit organisées différemment, tandis que le tronçon de Sainte-Marie-de-Campan à Campan est uniforme tout du long.
Le pic du Midi de Bigorre et son observatoire sont situés à l'amont de la vallée de Gripp. La station de ski de La Mongie est au sud-est du Pic du Midi de Bigorre, dans la vallée de l'Adour du Tourmalet (à l'amont de la vallée de Gripp). Celle de Payolle se trouve dans la vallée de Payolle près du col d'Aspin.

### Topographie
Elle est orientée nord-ouest / sud-est de Sainte-Marie-de-Campan à Baudéan.
Principales localités et lieux-dits, du sud au nord : Sainte-Marie-de-Campan, Rimoula, Galade, Saint-Roch, Campan, Baudéan.
Le versant en rive droite (côté nord-est) est abrupt et ensoleillé (soulane) ; il est utilisé en parcours pastoraux de demi-saison et d'estive. Le versant de rive gauche est à l'ombre du pic du Midi de Bigorre ; les pentes sont adoucies, elles portent des prés de fauche et des pâturages,.

### Géologie
Le Ludlow moyen-supérieur (~425 à 423 Ma) a été identifié pour la première fois dans la vallée de Campan.
Au fond de la vallée, l'Adour coule sur une étroite bande de matériaux caillouteux remaniés nomenclaturée « Fy-z » (en blanc cassé) sur la carte géologique. C'est le « couloir alluvial de l'Adour », avec une curieuse petite inclusion de flysch à fucoïdes du Turonien-Sénonien inférieur (Crétacé) en rive droite du pont d'Arteil, nomenclaturés « C3-5F ». Deux petits cônes de déjection faits d'alluvions récentes (« Jz ») de quelque 180 m de longueur bordent ce couloir alluvial à Et Gor et en face de Cayres de By.
En rive droite (soulane, côté nord-est) :
- jD (bleu)[4] : dolomies noires ou grises, fétides ; Aalénien à Oxfordien (Jurassique)[9] ;
- « j7-9 » (bleu)[4] : brèches, calcaires et dolomies indifférenciés ; Kimméridgien-Portlandien (les deux derniers étages du Jurassique)[10] ;
- « E » : Éboulis actuels ou très récents descendus de la Bouche et du Houradot, directement associés aux moraines tardiglaciaires et postglaciaires[4],[11] ;
- « n6-7a » (orange)[4] : Complexe carbonaté urgonien ; Gargasien (avant-dernier étage du Crétacé inférieur). Ce sont des calcaires, calcschistes et marnes sombres sans fossiles (à laquelle sont associés des calcaires à entroques et rares orbitolines) et des calcaires à Toucasia, orbitolines et mélobésiées de faciès urgonien[12] ;
- n5-6a (rose)[4] :  marnes homogènes à Deshayesites ; Bédoulien-Gargasien basal[12] ;
- « n1-4 » (vert)[4] : calcaires ; Néocomien-Barrémien (premiers étages du Crétacé)[13] ;
- j9 (bleu clair)[4] : calcaires, brèches, dolomies ; Portlandien (dernier étage du Jurassique)[14].

En rive gauche (côté sud-ouest) :
- « Fx » (blanc-gris)[4] : terrasse fluvio-glaciaire de l'Adour limitée par un net talus d'une vingtaine de mètres de hauteur, avec une pente longitudinale très forte ; maximum glaciaire[15] ;
- cette terrasse tout en long est bordée de cinq petits cônes de déjection faits d'alluvions récentes (« Jy »)[7] ;
- « C1-2 » (vert) : petites surfaces[4] de calcaires à caprines ; Cénomanien[16] ;
- « t1-2 » (rose)[4] : poudingues, grès et pélites rouges ; Trias inférieur[17] ;
- « d3-5 » (marron)[4] : pélites schisteuses ;  Dévonien inférieur et moyen[18] ;
- « d1-2 » (rose-marron)[4] : ensemble non différencié d'alternances calcaréo-pélitiques et de calcaires ; Dévonien inférieur[18] ;
- « s3-4a » (marron-vert)[4] : siltites noires quartzo-feldspathiques, à pyrrhotite ; Ludlow[19] ;
- « Gxb » (bleu à pointillés)[4] : ces zones plus arrondies correspondent à une phase de stationnement des glaciers de langue, qui construisant de puissantes moraines latérales après une phase de légère diminution de leur taille[20] ;
- « Gya » (bleu clair à pointillés)[4] : proches de « Gxb », ces surfaces sont des moraines aux formes confuses[21].

## Histoire
Le peuplement de la vallée de Campan est très ancien. On n'y trouve pas de mégalithes (menhirs, dolmens, alignements), sans doute parce que les hommes du Néolithique préféraient le piémont aux hautes vallées au climat âpre et rude.
Un marché situé à Bagnères-de-Bigorre (Vicus Aquensis) favorisait les échanges entre les agriculteurs de la plaine de l'Adour et les bergers de la montagne. Les laines des troupeaux tissées par des artisans locaux fournissaient la matière première des bigerri vestes, capes en laine blanche ou brune, chaudes et amples, qui avaient un tel succès qu'elles étaient connues jusqu'à Rome.
Les Romains explorent toutes les vallées. Ils trouvent à Bagnères-de-Bigorre les prémices de thermes qu'ils vont développer et agrandir. Dès la Protohistoire, les effets curatifs des eaux thermales chaudes jaillissant de la montagne étaient reconnus. Les Romains vont améliorer les établissements thermaux qui serviront pendant toute la période gallo-romaine. Les travaux de captation d'eaux, près de la fontaine de Salies et réalisés en 1728, mirent au jour deux autels votifs aux nymphes, dont l'un est perdu aujourd'hui.
Sous la paix d'Auguste, célébrée par Virgile, un autel monumental portant inscription fait sans doute partie d'un temple dédié à la divinité impériale. La mention suivante y est gravée en latin : « A la divinité d'Auguste, cet autel a été élevé par Secundus fils de Selembo en son nom et au nom des habitants du Vicus Aquensis ». Cet autel est aujourd'hui visible dans les thermes.
Mais les anciennes divinités avaient aussi leurs adorateurs. Sur des autels de marbre retrouvés dans la vallée, on voit gravés les noms d'Agheion, qui trônait sur le pic de Bassia, et de Baïgorrixo, dieu des fontaines rouges (sources d'eau ferrugineuse).
Le succès de ces bains n'est pas troublé par les aléas de l'histoire. Alaric II, roi wisigoth (484-507), entame les travaux du « canal d'Alaric » qui irrigue les plaines de la vallée de l'Adour. Au Moyen Âge, Édouard de Woodstock dit « le Prince Noir » vient à Bagnères. Quelque temps plus tard, Rabelais fait de même. Montaigne a « soumis les eaux au verdict de sa vessie ». Madame de Maintenon, Tournefort (le père de la botanique), Parny et Lamartine y font quelques séjours. Ramond de Carbonnières, rendu célèbre par l'affaire du « collier de la Reine », vient se réfugier en vallée de Campan ; écrivain et naturaliste (notamment en botanique), il contribue à faire connaître les Pyrénées et découvre seize espèces nouvelles dont une fleur rare qui porte son nom : la Ramondia Pyrenaica, considérée comme un « fossile vivant ».

## La petite Histoire

### David et Goliath
Au fond de la vallée de Payolle, les pradères (alpages) au pied de la Hourquette d'Ancizan et de l'Arbizon sont la propriété du syndicat des « Quatre Véziaux » (les Quatre Voisins). Ces Quatre-Véziaux sont les communes de Cadéac, Ancizan, Guchen et Grézian. Or, elles sont toutes les quatre situées en vallée d'Aure.
Pourquoi donc cette montagne des Quatre-Véziaux est-elle administrée par un syndicat situé en vallée d'Aure alors que, géographiquement, elle se trouve en vallée de Campan ?
Depuis toujours, les bergers des deux vallées se battaient pour la possession de ces terres aux prairies à l'herbe grasse et riche et aux bois de sapins fournis. Il n'était pas rare, à la fonte des neiges, de retrouver au fond d'une combe ou dans un ruisseau, le cadavre d'un berger, victime des rixes entre les deux partis. Pour mettre fin à cette lutte qui tuait trop de jeunes hommes, les jurats des deux vallées décidèrent d'organiser un duel et de s'en remettre au « jugement de Dieu » : le combat serait « à mort » et la borne frontière serait plantée là où le vaincu décèderait.
Dans les deux camps, on se prépare. Côté Campan, on trouve un colosse immense et très fort qu'on prépare pendant trois mois. Il est si grand et si teigneux qu'on le surnomme « le Dogue ». Côté Aure, les bruits courant sur l'hercule de l'autre parti découragent les plus téméraires. Personne ne se porte volontaire, tout le monde a peur. C'est enfin Fréchou, un berger petit, sec et laid qui relève le défi, mais les Aurois se croient défaits d'avance.
Le jour venu, les deux champions se retrouvent sur les crêtes herbeuses près de la Hourquette (en gascon, fourche = petit col). La foule est nombreuse, mais l'ambiance est plus détendue chez les partisans de Campan. Voyant son adversaire, « le Dogue » crie aux jurats de son côté : « Écrivez, messieurs de Campan, la montagne est à nous ! » Ses supporters jubilent. Le combat s'engage et, après quelques passes, il ne tourne pas du tout comme on aurait pu le prévoir : Fréchou, ceinturant son ennemi, le laisse choir sur un affleurement rocheux ; « le Dogue » a les reins cassés, ne peut plus bouger, mais il n'est pas mort.
Alors Fréchou lie les pieds de son adversaire et, sans pitié, commence à le trainer sur le chemin qui descend vers Payolle. Les Aurois encouragent Fréchou ; les Campanais huent leur champion. Les femmes de Campan vont même jusqu'à le lapider en criant : « Crève, mais crève donc ! » Alors les Auroises étendent leurs tabliers et disent à Fréchou : « Doucement petit, ne le tue pas trop vite ! »
Le malheureux « Dogue » est traîné jusqu'à la Prade de Saint-Jean (la prairie de Saint-Jean), en amont de Payolle, où sont plantées aujourd'hui les limites des Quatre Véziaux. Voilà pourquoi les sapinières de Coumelade appartiennent à la vallée d'Aure.
Ce n'était probablement que justice, puisque la montagne dite des Quatre-Véziaux appartenait aux villages d'Ancizan, Cadéac, Grézian et Guchen depuis des temps immémoriaux, et de par la loi du premier occupant. Rappelons que les descendants des comtes de Labarthe, propriétaires du territoire, avaient signé le 4 mai 1294, avec les représentants des quatre villages, une sentence arbitrale qui les maintenait dans leurs droits et leur donnait la possibilité d'utiliser l'étendue intégrale de ces pacages et forêts qui n'intéressaient alors nullement les habitants de la vallée de Campan.

## Économie

### Tourisme
- Bagnères-de-Bigorre, ses thermes, sa halle, son marché.
- Les villages de la vallée.
- Les églises aux clochers caractéristiques.
- Les mounaques à Campan.
- La transhumance (voir les dates sur le site Office du Tourisme de la vallée de Campan).
- La montagne : nombreuses promenades et randonnées pour tous niveaux (Lacs de la vallée de Campan).
- Le Pic du Midi de Bigorre et son observatoire.
- Le tramway de la Bigorre